# Communailles-en-Montagne
Communailles-en-Montagne är en kommun i departementet Jura i regionen Bourgogne-Franche-Comté i östra Frankrike. Kommunen ligger i kantonen Nozeroy som tillhör arrondissementet Lons-le-Saunier. År 2017 hade Communailles-en-Montagne 54 invånare.

## Befolkningsutveckling
Antalet invånare i kommunen Communailles-en-Montagne
Referens:INSEE